# Filistatoides milloti
Filistatoides milloti is een spinnensoort in de taxonomische indeling van de spleetwevers (Filistatidae).
Het dier behoort tot het geslacht Filistatoides. De wetenschappelijke naam van de soort werd voor het eerst geldig gepubliceerd in 1961 door Zapfe.